# Liga de Diamante 2010
La Liga de Diamante 2010 fue la primera edición del evento organizado por la IAAF, que entregó el Trofeo de diamante a cada uno de los atletas que acumuló más puntos en cada una de las 32 disciplinas atléticas repartidas en ramas masculina y femenina, después de catorce fechas realizadas en diversas partes del mundo. Cada prueba fue realizada en siete oportunidades a lo largo de la temporada.

## Calendario
| Fecha             | Nombre                             | Estadio                            | Ciudad      | País           |
| ----------------- | ---------------------------------- | ---------------------------------- | ----------- | -------------- |
| 14 de mayo        | Qatar Athletic Super Grand Prix    | Estadio Internacional Khalifa      | Doha        | Catar          |
| 23 de mayo        | Shanghai Golden Grand Prix         | Estadio de Shanghái                | Shanghái    | China          |
| 4 de junio        | Bislett Games                      | Estadio Bislett                    | Oslo        | Noruega        |
| 10 de junio       | Golden Gala                        | Estadio Olímpico de Roma           | Roma        | Italia         |
| 19 de junio       | Adidas Grand Prix                  | Estadio Icahn                      | Nueva York  | Estados Unidos |
| 3 de julio        | Prefontaine Classic                | Hayward Field                      | Eugene      | Estados Unidos |
| 8 de julio        | Athletissima                       | Stade de La Pontaise               | Lausanne    | Suiza          |
| 11 de julio       | Gran Premio Británico de atletismo | Estadio Internacional de Gateshead | Gateshead   | Reino Unido    |
| 16 de julio       | Meeting Areva                      | Stade de France                    | Saint-Denis | Francia        |
| 22 de julio       | Herculis                           | Stade Louis II                     | Montecarlo  | Mónaco         |
| 6 de agosto       | DN Galan                           | Estadio Olímpico de Estocolmo      | Estocolmo   | Suecia         |
| 13 & 14 de agosto | London Grand Prix                  | Crystal Palace                     | Londres     | Reino Unido    |
| 19 de agosto      | Weltklasse Zürich                  | Letzigrund                         | Zürich      | Suiza          |
| 27 de agosto      | Memorial van Damme                 | Estadio Rey Balduino               | Bruselas    | Bélgica        |

## Posiciones finales

### Hombres
| Pos. | Atleta           | Pts. |
| ---- | ---------------- | ---- |
| 1    | Tyson Gay        | 16   |
| 2    | Richard Thompson | 8    |
| 3    | Yohan Blake      | 7    |
| 4    | Nesta Carter     | 6    |
| 5    | Daniel Bailey    | 1    |

| Pos. | Atleta                            | Pts. |
| ---- | --------------------------------- | ---- |
| 1    | Wallace Spearmon                  | 13   |
| 2    | Yohan Blake                       | 6    |
| 3    | Ryan Bailey                       | 4    |
| 4    | Churandy Martina                  | 2    |
| 5    | Xavier Carter Jaysuma Saidy Ndure | 1    |

| Pos. | Atleta            | Pts. |
| ---- | ----------------- | ---- |
| 1    | Jeremy Wariner    | 28   |
| 2    | Jermaine Gonzales | 14   |
| 3    | Angelo Taylor     | 4    |
| 4    | Ricardo Chambers  | 3    |
| 5    | Jonathan Borlée   | 2    |
| 6    | Michael Bingham   | 1    |

| Pos. | Atleta                         | Pts. |
| ---- | ------------------------------ | ---- |
| 1    | David Rudisha                  | 20   |
| 2    | Abubaker Kaki Khamis           | 10   |
| 3    | Marcin Lewandowsi              | 5    |
| 4    | Boaz Lalang                    | 2    |
| 5    | Jackson Mumbwa Kivuna Bram Som | 1    |

| Pos. | Atleta                  | Pts. |
| ---- | ----------------------- | ---- |
| 1    | Asbel Kiprop            | 22   |
| 2    | Augustine Kiprono Choge | 13   |
| 3    | Leonel Manzano          | 6    |
| 4    | Mekonnen Gebremedhin    | 6    |

| Pos. | Atleta                                | Pts. |
| ---- | ------------------------------------- | ---- |
| 1    | Imane Merga                           | 16   |
| 2    | Tariku Bekele                         | 14   |
| 3    | Vincent Kiprop Chepkok Eliud Kipchoge | 6    |
| 5    | Mark Kosgei Kiptoop                   | 4    |
| 6    | Chris Solinski                        | 2    |
| 7    | Sammy Alex Mutahi                     | 2    |

| Pos. | Atleta                | Pts. |
| ---- | --------------------- | ---- |
| 1    | Paul Kipsiele Koech   | 17   |
| 2    | Ezequiel Kemboi       | 15   |
| 3    | Brimin Kiprop Kipruto | 10   |
| 4    | Patrick Langat        | 3    |
| 5    | Bouabdallah Tahri     | 2    |
| 6    | Benjamin Kiplagat     | 2    |

| Pos. | Atleta          | Pts. |
| ---- | --------------- | ---- |
| 1    | David Oliver    | 28   |
| 2    | Dwight Thomas   | 9    |
| 3    | Ryan Wilson     | 8    |
| 4    | Garfield Darien | 1    |

| Pos. | Atleta           | Pts. |
| ---- | ---------------- | ---- |
| 1    | Bershawn Jackson | 28   |
| 2    | Javier Culson    | 7    |
| 3    | David Greene     | 6    |
| 4    | Angelo Taylor    | 3    |

| Pos. | Atleta            | Pts. |
| ---- | ----------------- | ---- |
| 1    | Iván Újov         | 20   |
| 2    | Jesse Williams    | 13   |
| 3    | Aleksandr Shustov | 2    |
| 4    | Yaroslav Rybakov  | 2    |
| 5    | Donald Thomas     | 1    |

| Pos. | Atleta            | Pts. |
| ---- | ----------------- | ---- |
| 1    | Renaud Lavillenie | 20   |
| 2    | Malte Mohr        | 15   |
| 3    | Łukasz Michalski  | 5    |
| 4    | Maksym Mazuryk    | 4    |
| 5    | Steven Hooker     | 4    |
| 6    | Derek Miles       | 4    |

| Pos. | Atleta           | Pts. |
| ---- | ---------------- | ---- |
| 1    | Dwight Phillips  | 24   |
| 2    | Fabrice Lapierre | 11   |
| 3    | Christian Reif   | 4    |
| 4    | Chris Tomlinson  | 3    |
| 5    | Pavel Shalin     | 1    |

| Pos. | Atleta             | Pts. |
| ---- | ------------------ | ---- |
| 1    | Teddy Tamgho       | 18   |
| 2    | Alexis Copello     | 13   |
| 3    | Christian Olsson   | 10   |
| 4    | Arnie David Giralt | 6    |
| 5    | Randy Lewis        | 2    |

| Pos. | Atleta                  | Pts. |
| ---- | ----------------------- | ---- |
| 1    | Christian Cantwell      | 25   |
| 2    | Reese Hoffa             | 14   |
| 3    | Tomasz Majewski         | 7    |
| 4    | Dylan Armstrong         | 6    |
| 5    | Cory Martin Adam Nelson | 1    |

| Pos. | Atleta                                     | Pts. |
| ---- | ------------------------------------------ | ---- |
| 1    | Piotr Malachowski                          | 18   |
| 2    | Zoltán Kővágó                              | 13   |
| 3    | Gerd Kanter                                | 10   |
| 4    | Robert Harting                             | 10   |
| 5    | Mario Pestano                              | 2    |
| 6    | Virgilijus Alekna Casey Malone Jason Young | 1    |

| Pos. | Atleta              | Pts. |
| ---- | ------------------- | ---- |
| 1    | Andreas Thorkildsen | 30   |
| 2    | Tero Pitkämäki      | 13   |
| 3    | Matthias de Zordo   | 5    |
| 4    | Petr Frydrych       | 4    |
| 5    | Teemu Wirkkala      | 3    |

### Mujeres
| Pos. | Atleta                             | Pts. |
| ---- | ---------------------------------- | ---- |
| 1    | Carmelita Jeter                    | 21   |
| 2    | Veronica Campbell                  | 14   |
| 3    | Kelly-Ann Babtiste Sherone Simpson | 3    |
| 5    | Marshevet Myers                    | 2    |

| Pos. | Atleta              | Pts. |
| ---- | ------------------- | ---- |
| 1    | Allyson Felix       | 22   |
| 2    | Shalonda Solomon    | 8    |
| 3    | Bianca Knight       | 4    |
| 4    | Aleksandra Fedoriva | 1    |

| Pos. | Atleta            | Pts. |
| ---- | ----------------- | ---- |
| 1    | Allyson Felix     | 20   |
| 2    | Amantle Montsho   | 10   |
| 3    | Debbie Dunn       | 10   |
| 4    | Tatyana Firova    | 6    |
| 5    | Shericka Williams | 5    |
| 6    | Novlene Williams  | 4    |

| Pos. | Atleta                         | Pts. |
| ---- | ------------------------------ | ---- |
| 1    | Janeth Jepkosgei               | 17   |
| 2    | Mariya Savinova                | 12   |
| 3    | Alysia Johnson                 | 8    |
| 4    | Halima Hachiaf                 | 6    |
| 5    | Jennifer Meadows Jemma Simpson | 3    |
| 7    | Caster Semenya                 | 2    |
| 8    | Anna Pierce                    | 1    |

| Pos. | Atleta                     | Pts. |
| ---- | -------------------------- | ---- |
| 1    | Nancy Jebet Langat         | 25   |
| 2    | Gelete Burka               | 11   |
| 3    | Anna Alminova              | 8    |
| 4    | Stephanie Twell            | 2    |
| 5    | Christin Wurth             | 2    |
| 6    | Mimi Belete Lisa Dobriskey | 1    |

| Pos. | Atleta                             | Pts. |
| ---- | ---------------------------------- | ---- |
| 1    | Vivian Cheruiyot                   | 18   |
| 2    | Sentayehu Ejigu                    | 15   |
| 3    | Linet Chepkwemoi Masai             | 6    |
| 4    | Alemitu Bekele                     | 2    |
| 5    | Elvan Abeylegesse Meselech Melkamu | 1    |

| Pos. | Atleta                | Pts. |
| ---- | --------------------- | ---- |
| 1    | Milcah Chemos Cheiywa | 24   |
| 2    | Sofía Assefa          | 9    |
| 3    | Lydia Jebet Rotich    | 5    |
| 4    | Almaz Ayana           | 2    |

| Pos. | Atleta                  | Pts. |
| ---- | ----------------------- | ---- |
| 1    | Priscilla Lopes-Schliep | 22   |
| 2    | Lolo Jones              | 14   |
| 3    | Sally Pearson           | 10   |
| 4    | Perdita Felicien        | 5    |

| Pos. | Atleta                       | Pts. |
| ---- | ---------------------------- | ---- |
| 1    | Kaliese Spencer              | 24   |
| 2    | Zuzana Hejnová               | 8    |
| 3    | Natalia Antiuj               | 5    |
| 4    | Ajoke Odumosu                | 2    |
| 5    | Eilidh Child Angela Moroşanu | 1    |

| Pos. | Atleta                            | Pts. |
| ---- | --------------------------------- | ---- |
| 1    | Blanka Vlasic                     | 32   |
| 2    | Antonietta Di Martino             | 4    |
| 3    | Emma Green Ruth Beitia            | 3    |
| 5    | Levern Spencer                    | 2    |
| 6    | Irina Gordeyeva Svetlana Shkolina | 1    |

| Pos. | Atleta                        | Pts. |
| ---- | ----------------------------- | ---- |
| 1    | Fabiana Murer                 | 23   |
| 2    | Svetlana Feofanova            | 14   |
| 3    | Silke Spiegelburg             | 11   |
| 4    | Lacy Janson Jiřina Ptáčníková | 2    |
| 6    | Yuliya Golubchikova           | 1    |

| Pos. | Atleta                      | Pts. |
| ---- | --------------------------- | ---- |
| 1    | Brittney Reese              | 18   |
| 2    | Darya Klishina              | 9    |
| 3    | Naide Gomes                 | 7    |
| 4    | Lyudmila Kolchanova         | 6    |
| 5    | Brianna Glenn               | 4    |
| 6    | Irene Pusterla              | 2    |
| 7    | Hyleas Fountain Funmi Jimoh | 1    |

| Pos. | Atleta              | Pts. |
| ---- | ------------------- | ---- |
| 1    | Yargelis Savigne    | 22   |
| 2    | Olga Rypakova       | 22   |
| 3    | Nadzeya Alejina     | 4    |
| 4    | Olha Saladuja       | 4    |
| 5    | Anna Pyatyj         | 2    |
| 6    | Svetlana Bolshakova | 1    |

| Pos. | Atleta            | Pts. |
| ---- | ----------------- | ---- |
| 1    | Nadzeya Ostapchuk | 28   |
| 2    | Valerie Adams     | 18   |
| 3    | Natalia Mijnevich | 4    |
| 4    | Jillian Camarena  | 3    |
| 5    | Nadine Kleinert   | 1    |

| Pos. | Atleta                                         | Pts. |
| ---- | ---------------------------------------------- | ---- |
| 1    | Yarelis Barrios                                | 20   |
| 2    | Sandra Percovic                                | 16   |
| 3    | Nicoleta Grasu Dani Samuels Aretha D. Thurmond | 3    |
| 6    | Yanfeng Li                                     | 2    |
| 7    | Becky Breisch                                  | 2    |

| Pos. | Atleta              | Pts. |
| ---- | ------------------- | ---- |
| 1    | Barbora Špotáková   | 20   |
| 2    | Kara Patterson      | 10   |
| 3    | Christina Obergföll | 8    |
| 4    | Sunette Viljoen     | 7    |
| 5    | Mariya Abamukova    | 4    |
| 6    | Linda Stahl         | 3    |
| 7    | Vyra Rebryk         | 1    |